# Columbia Hills

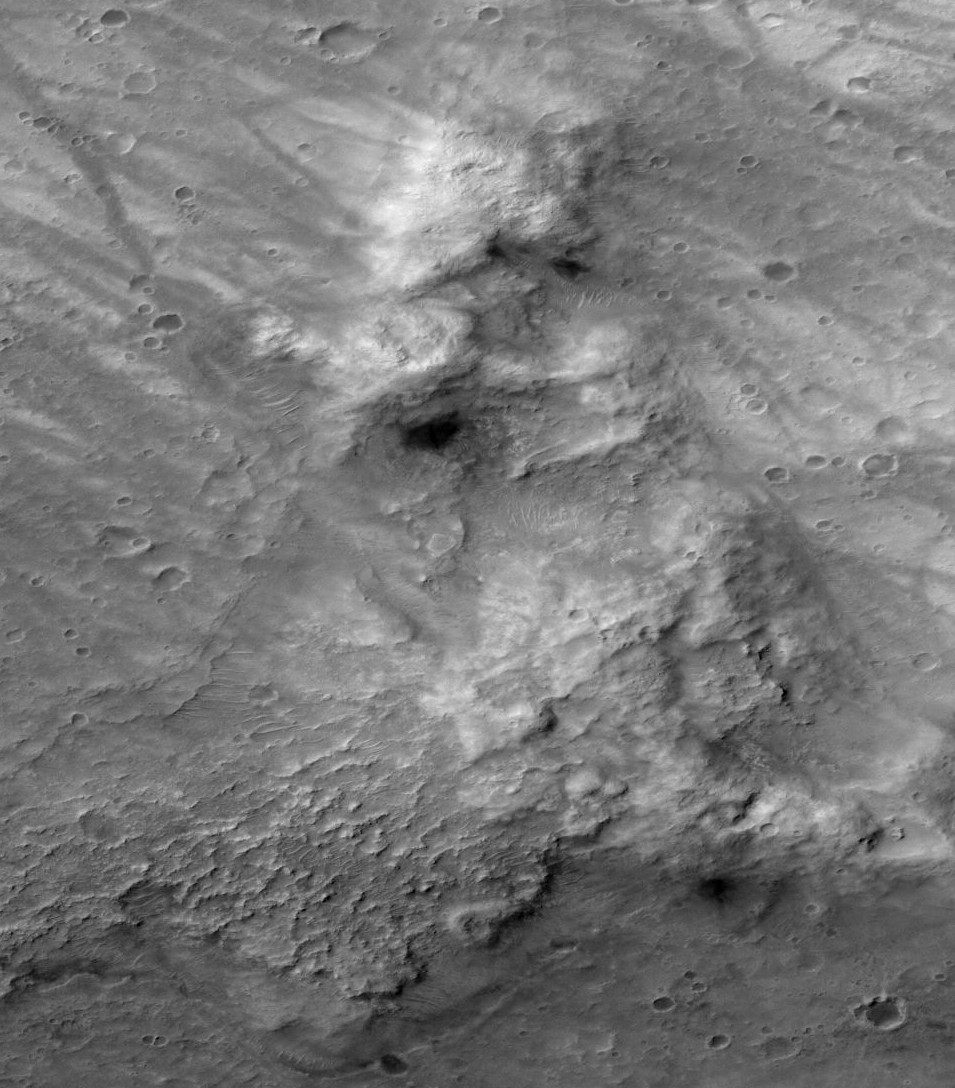
Columbia Hills, fotografiert von dem Orbiter Mars Global Surveyor.

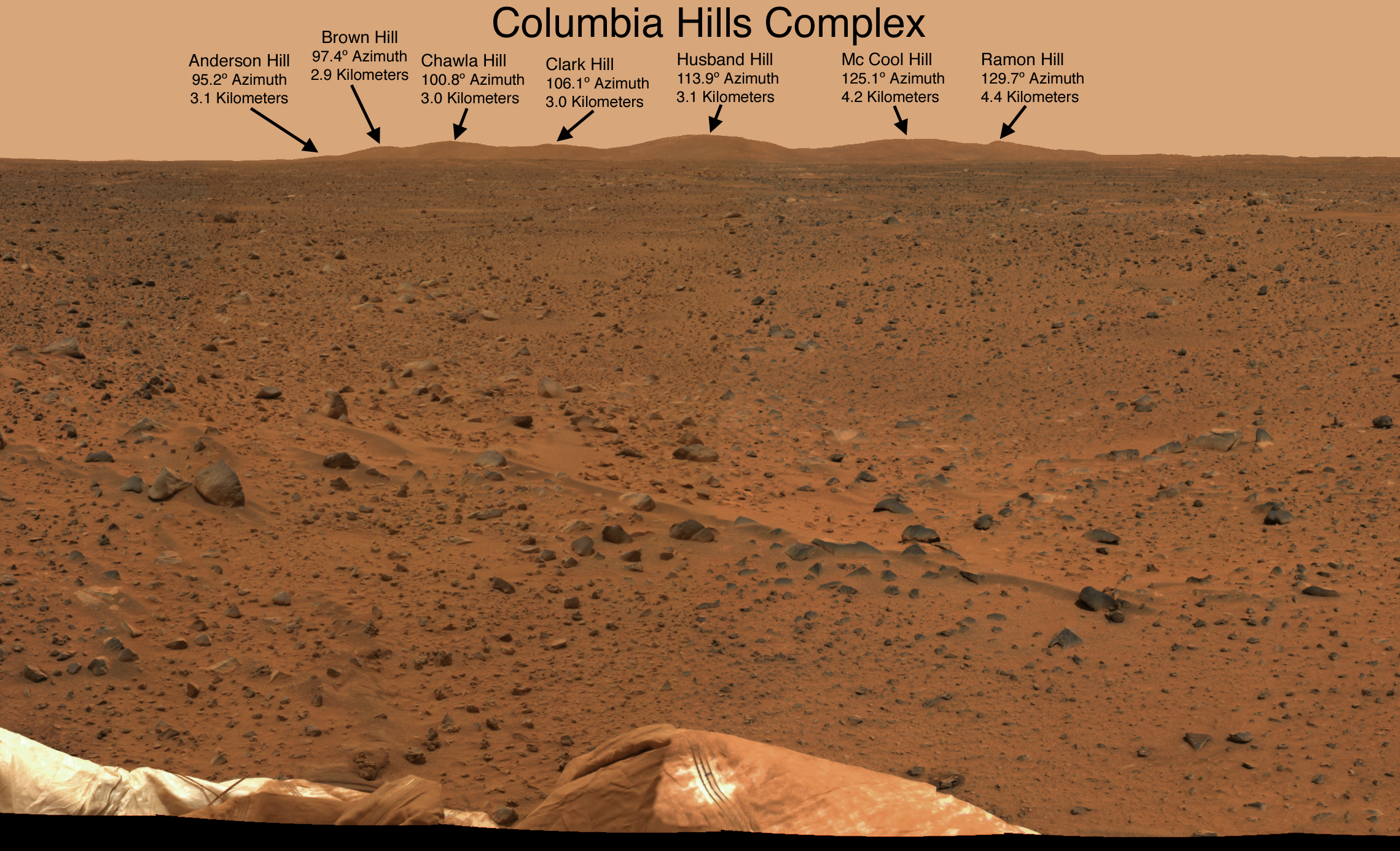
Aussicht auf die Columbia Hills von Spirits Landeort aus.

Die Columbia Hills sind ein flacher, ca. 5 km langer und bis zu 3 km breiter Höhenzug auf dem Mars. Sie liegen innerhalb des großen Kraters Gusev. Entdeckt wurden sie von der Landesonde Spirit, die 2004 in dem Krater erfolgreich niederging. 

## Name
Zuerst wurden die Berge als East Hill Complex bezeichnet. Aber schon wenige Tage später benannte man sie nach dem im Jahr zuvor verunglückten Space Shuttle Columbia in Columbia Hills um, wobei sieben einzeln erkennbare Erhebungen nach jeweils einem der dabei umgekommenen Astronauten benannt wurden.

## Hills
Von Nord nach Süd:
- Anderson Hill – benannt nach Michael P. Anderson
- Brown Hill – benannt nach David M. Brown
- Chawla Hill – benannt nach Kalpana Chawla
- Clark Hill – benannt nach Laurel Clark
- Husband Hill – benannt nach Rick D. Husband
- McCool Hill – benannt nach William C. McCool
- Ramon Hill – benannt nach Ilan Ramon

Besonders bekannt und erforscht wurde der Husband Hill. Spirit erklomm ihn in etwa 400 Marstagen (Sols). Seinen Aufstieg begann der Rover an einem Vorsprung des Hügels, den man West Spur taufte. Anschließend fuhr er die Flanke in Richtung Norden entlang und gelangte dann an das Tennessee Valley. Dort konnte man erstmals einen kleinen Blick auf das Land hinter den Bergen werfen. Dann fuhr er entlang eines Grates am Tal bis zur Spitze. Der Berg erhebt sich ca. 100 bis 120 Meter über die ihm umgebende Ebene. Lange Zeit hielt man den Husband Hill für den größten der Columbia Hills. Genauere Messungen ergaben aber, dass der südlich benachbarte McCool Hill wenige Meter höher ist. 
Während des Aufstiegs eröffnete sich ein einzigartiger Ausblick über den ganzen Gusev-Krater und es wurden viele atemberaubende Panoramaaufnahmen gewonnen. Als der Rover wieder in südliche Richtung abstieg, erforschte er einen Ort, der auf Satellitenaufnahmen nur als großer schwarzer Fleck am Hang des Husband Hills zu erkennen war. Es handelte sich um ein Dünenfeld, welches in El Dorado benannt wurde. Spirit durchfuhr ein kleines Tal zwischen dem Husband Hill und dem McCool Hill. Auf dessen Grund erforschte er eine geologische Besonderheit – die Home Plate, eine Steintafel mit etwa 100 m Durchmesser. 
Spirit überwinterte 2006/2007 am Hang des McCool Hills. Dessen Hangneigung ermöglichte den Solarpaneelen während des Marswinters einen günstigeren Einfallswinkel zur niedriger stehenden Sonne.